# Mindaugas

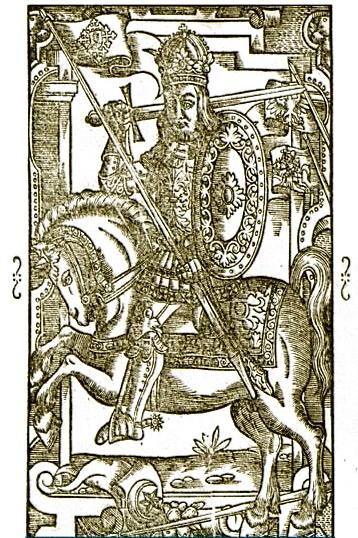
Mindaugas

Mindaugas (pronuncia-se /ˈmındoʊgʌs/; conhecido em ruteno como Миндовгъ (Mindowh), em bielorrusso como Міндо́ўг (Mindoŭh), em polonês como Mindowe ou Mendog) (ca. 1203 – 12 de setembro de 1263) foi o primeiro Grão-Duque conhecido da Lituânia (título recebido em cerca de 1235) e foi coroado como Rei da Lituânia em 1253.
Ele é geralmente considerado o fundador do estado lituano e o primeiro líder a unificar os bálticos. Em 1250 ou 1251, durante o desenrolar de lutas internas pelo poder, ele foi batizado como cristão. Esta ação permitiu que ele estabelecesse uma aliança com a Ordem Livoniana e, no dia 6 de julho de 1253, fosse coroado o Rei de Lituânia. Porém, em 1261, Mindaugas, junto com o resto do estado lituano, voltou ao paganismo, quebrando a paz entre a Lituânia e a Ordem teutônica durante um tempo muito longo.